# محمد شفيع الدين السيد
محمد شفيع الدين السيد (1941-2022) هو باحث ولغوي وأستاذ وعضو مجمع اللغة العربية بالقاهرة.

## السيرة الذاتية
ولد محمد شفيع الدين في قرية كفر شكر التي كانت تعرف حينها باسم كفر منصور، في محافظة القليوبية في مايو 1941. حاز على المرتبة الأولى على مستوى الجمهورية في الشهادة الثانوية عام 1960. ثمَّ التحق بدار العلوم جامعة القاهرة التي تخرَّج منها عام 1964 بتقدير جيد جداً وحاز على مرتبة الشرف الأولى، عمل بعدها معيداً بقسم البلاغة والنقد الأدبي والأدب المقارن بدار العلوم، وأكمل دراسة مرحلة الماجستير حتى عام 1969 بتقدير "ممتاز"، سافر بعدها إلى إنجلترا وحصل على درجة الدكتوراه عام 1974 بمرتبة الشرف الأولى.
ترقى في السلك التدريسي وحصل على درجة الأستاذية عام 1988.

## الأعمال
| اسم الكتاب                                                                | دار النشر        | سنة النشر | النظام القياسي الدولي لترقيم الكتب | المرجع      |
| ------------------------------------------------------------------------- | ---------------- | --------- | ---------------------------------- | ----------- |
| الشعر العربي الحديث 1800-1970 : تطور أشكاله وموضوعاته بتأثير الأدب الغربي | دار الفكر        | 1986      | -                                  | [ 3 ] [ ا ] |
| ميخائيل نعيمة منهجه في النقد واتجاهه في الادب                             | عالم الكتب       | 1972      | -                                  | [ 5 ]       |
| أساليب البديع : فن البلاغة العربية، رؤية معاصرة                           | دار غريب         | 2006      | (ردمك 9789772158881)               | [ 6 ]       |
| فن القول بين البلاغة العربية وأرسطو                                       | دار غريب         | 2006      |                                    |             |
| التعبير البياني - رؤية بلاغية ونقدية                                      | دار غريب         |           |                                    |             |
| النظم وبناء الأسلوب في البلاغة العربية                                    | دار غريب         |           |                                    |             |
| البحث البلاغي عند العرب - تأصيل وتقييم                                    | دار الفكر العربي | 1987      |                                    |             |

## الهوامش
1. ↑  صدر طبعة أخرى للكتاب عام 2003 عن دار غريب للطباعة و النشر و التوزيع [4]